# Scott Pruitt
Edward Scott Pruit (Estados Unidos, 9 de maio de 1968) é um advogado, lobista e político norte-americano. Em 2018, apareceu na lista de 100 pessoas mais influentes do ano pela Time.